# 레오네스 데 유카탄
레오네스 데 유카탄(유카탄 라이온스)는 멕시코 메리다의 프로 야구 팀이다. 홈구장은 에스타디오 드 베이스볼 쿠쿨칸이다.